# Moulin de Roupeyrac
Le Moulin de Roupeyrac et Musée François Fabié est un site patrimonial et littéraire situé dans l'Aveyron, sur la commune de Durenque, en France.

## Parcours muséographique
Le site se compose :
- de deux moulins, le Moulin Haut et le Moulin Bas, qui rassemblent en un seul lieu les activités caractéristiques du Ségala : moulin à grain, moulin à huile de noix, scierie à scie battante du XIXe siècle en fonctionnement, maison rouerguate typique.
- d'une maison d'écrivain, inscrite à la Fédération des maisons d'écrivain et des patrimoines littéraires. C'est en effet le lieu de naissance du poète François Fabié (1846-1928), «Chantre du Rouergue». On y découvre sa vie, son œuvre et on peut suivre, dans la campagne environnante, un parcours poétique consacré à la nature.

La Maison d’écrivain François Fabié est un lieu de rencontre entre un homme et sa terre, un poète et son peuple, une écriture et une culture. La faire vivre - comme faire vivre le souvenir du poète – ne relève en rien d’une attitude passéiste mais de la volonté de demeurer les témoins et les acteurs d’une culture vivante. La maison natale de François Fabié a traversé bien des épreuves : d’un moulin familial voué à la mort en raison des évolutions économiques et techniques, elle est devenue un lieu de mémoire et de poésie : «Nous n'avons pas besoin de certitudes, mais de traces. Seules les traces font rêver», écrivait René Char. La Maison d’écrivain François Fabié est précisément l’une de ces traces que chacun peut venir déchiffrer pour alimenter ses rêves et y puiser la force de vivre.
Jusqu'à la Révolution Française, les moulins de Roupeyrac appartenaient au Marquis de Bournazel, le seigneur local. Étant récupérés et vendus en tant que biens nationaux par le gouvernement révolutionnaire, c'est en 1804 que le grand-père de François Fabié, meunier, achète les moulins.
La visite du musée commence par le visionnage d'une vidéo présentant le poète François Fabié, sa vie, son œuvre, ainsi que le pays du Ségala.
Viennent ensuite la découverte de la salle des meules (moulin à grain et moulin à l'huile) et la démonstration d'une scie battante du XIXe siècle, en état de fonctionnement.
La visite du Moulin Haut se termine par la Maison d'écrivain (3 salles) : la salle à manger typiquement rouergate où l'on peut lire les poèmes de François Fabié, la pièce généalogique (Fabié décrit lui-même les membres de sa famille, au travers d'écrits) et la salle consacrée aux années toulonnaises et parisiennes du poète (premières éditions des recueils de poèmes, sa vie de professeur et d'hommes de lettres, sa retraite à La-Valette-du-Var et ses derniers séjours à Durenque...)
Le Moulin Bas, qui est un moulin à farine fraîchement rénové et donc en état de marche, clôt la visite du musée.
Le musée François Fabié abrite la statue-menhir de Durenque.

## Activités et animations
Diverses activités et animations y sont organisées :
- Visites guidées.
- "Littérature en Lagast "(colloque annuel). Il est organisé tous les ans par l'Amitié François Fabié le troisième samedi de juillet. Rémi Soulié en est le directeur. En juillet 2010, le colloque fut consacré à Henri Bosco. En 2011, à René-Guy Cadou et en 2012 à Jean Boudou, écrivain de langue occitane. En 2013 il sera consacré à Alain-Fournier à l'occasion du centième anniversaire de la parution du Grand Meaulnes. Chaque colloque donne lieu à l'édition des « Cahiers de Littérature en Lagast ».
- Expositions. Pour la saison 2010, le musée a accueilli les œuvres de Hervé Vernhes.
- Fête du Pain.
- Goûters et jeux de piste pour les enfants ; dégustation de produits régionaux (en été).

## Parcours poétique
Il est possible, en partant de la cour du moulin haut jusqu'au moulin bas, de suivre tout un parcours poétique d'environ 30 minutes, dans la nature.

## Galerie photographique

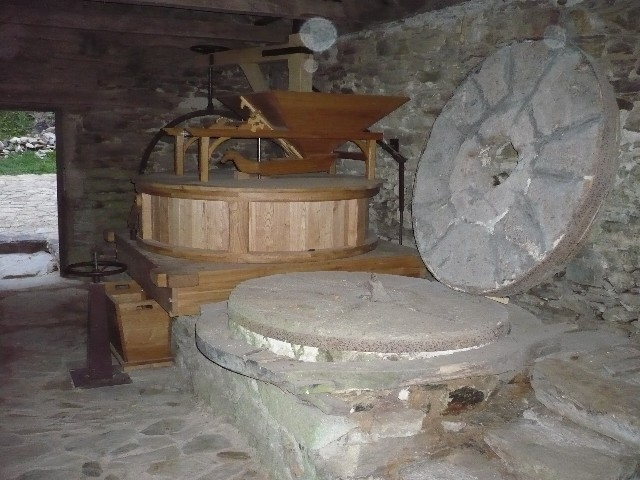
Moulin bas, salle des meules.
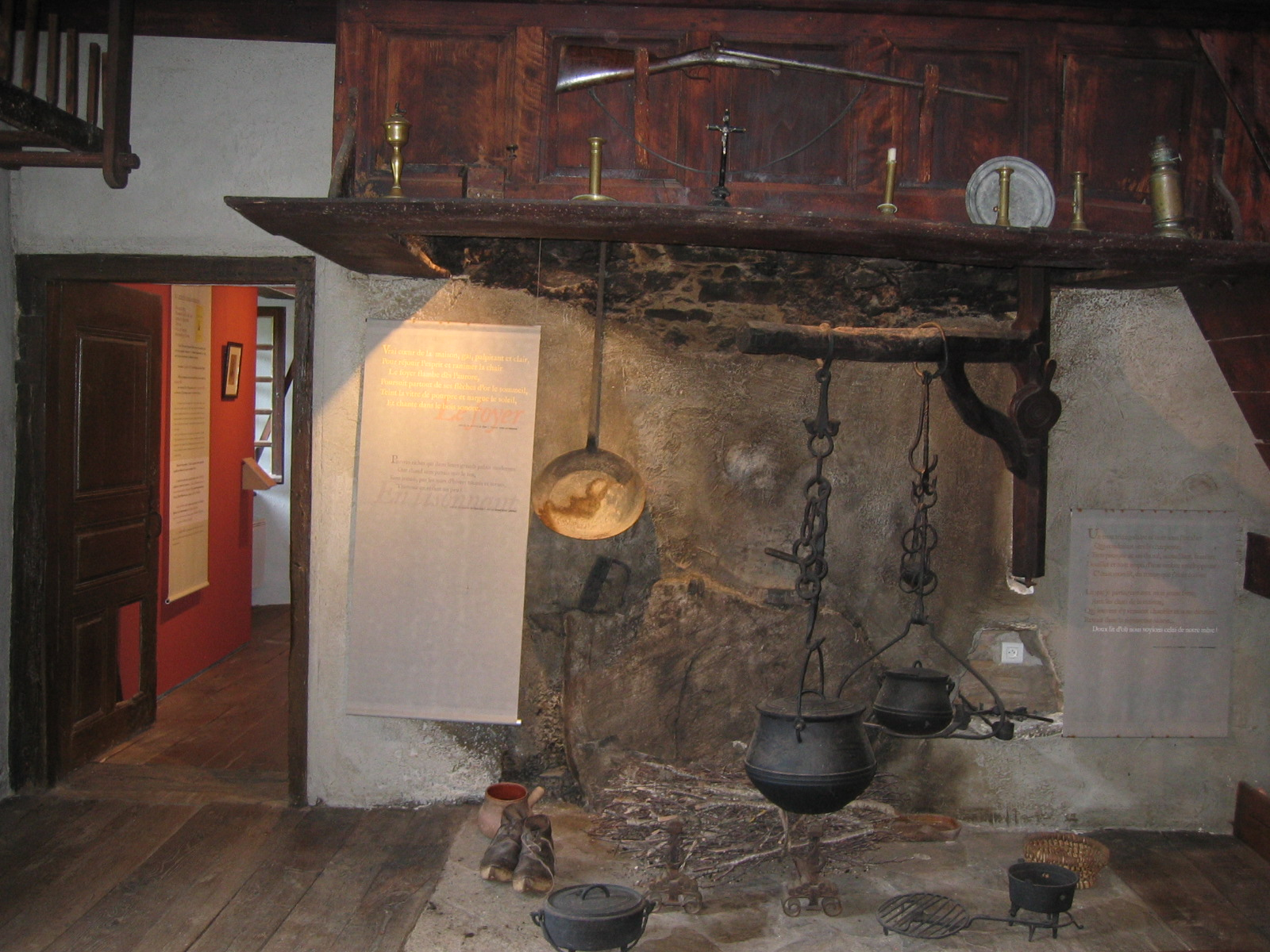
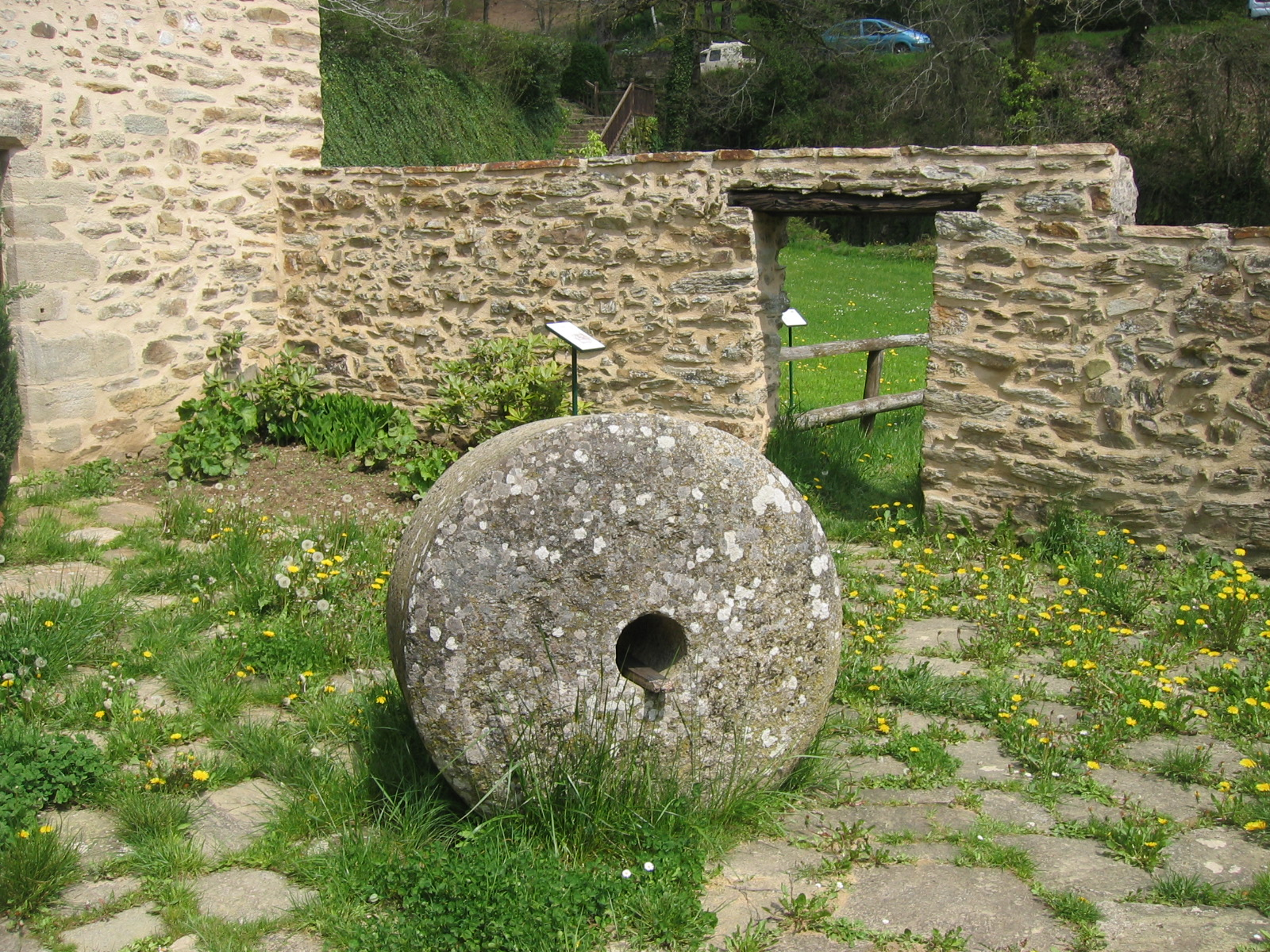
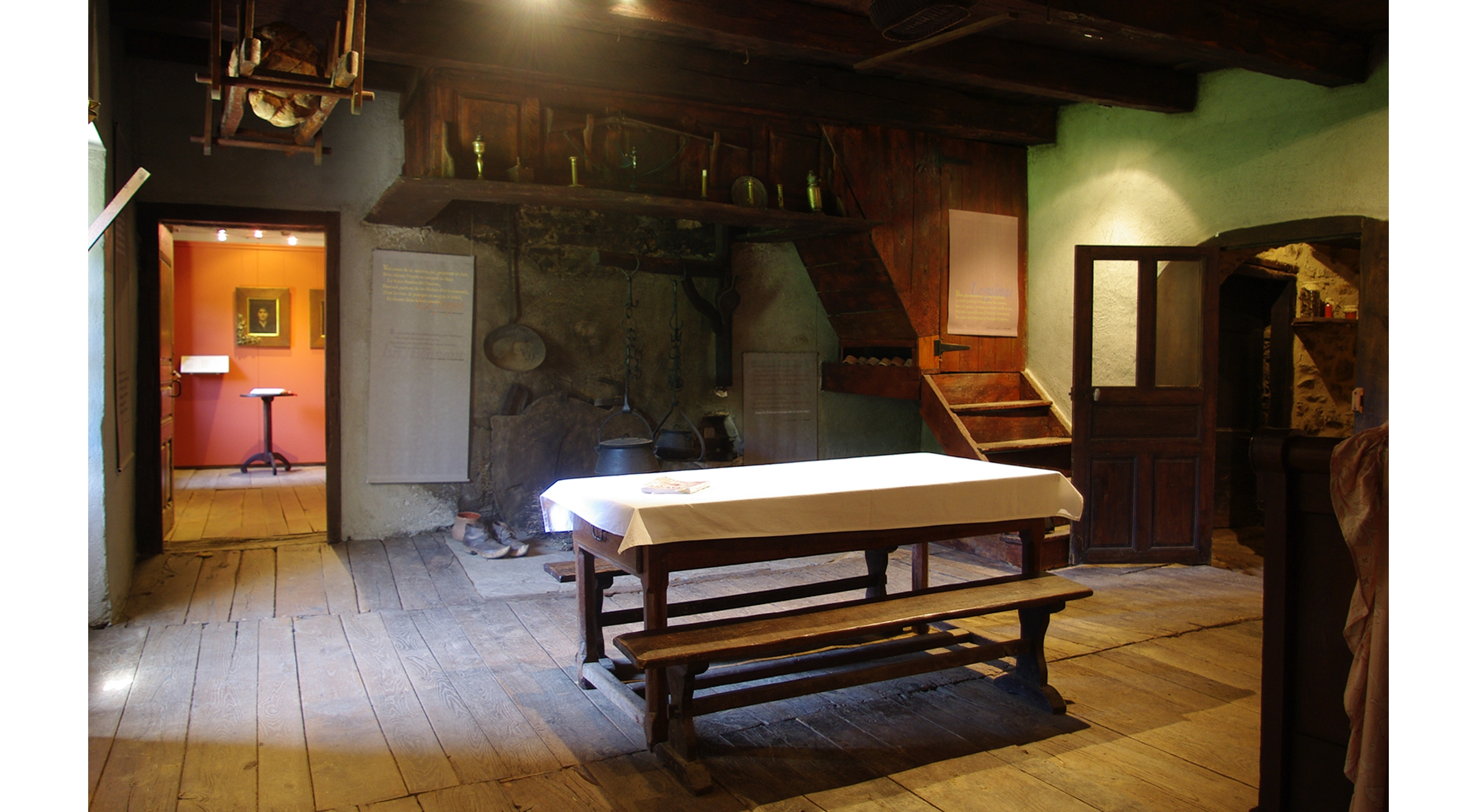
salle à manger rouergate typique